# هيكزينو
في فيزياء الجسيمات، الهكزينو ذي الرمز 
H͂
 هو مرافق ممتاز افتراضي لبوزون هيكز متوقع في التناظر الفائق. الهيكزينو هو فرميون ديراك وهو ضعيف اللف بشحنة كبيرة نصفها تحت معيار قياس التماثلات النموذجي. بعد استحداث آلية هيغز أصبح الهيكزينو زوجا من فرميونات مايورانا المحايدة المسماة نوترالينوات وفرميون ديراك مشحون يسمى شارجينو (موجب وسالب). هذه الجسيمات تمتزج في النهاية مع النوترالينوات (فوتينو وزينو) والشارجينو (وينو مشحون موجب أو سالب) لتشكل الجسيمات النظرية التي هي أربعة نوترالينوات وشارجينوان (سالبان وموجبان). في مثل هذه الترتيبة الخطية للهيكزينو يمثل البينو والوينو أخف جسيم فائق، والذي يعتبر مرشحا في فيزياء الجسيمات كمكون للمادة المظلمة في الكون. ليكون مرشحا لذلك يجب عليه أن يتخذ شحنة محايدة (النوترالينو والشارجينو أيضا).